# Фильштейн, Михаил Яковлевич
Михаил Яковлевич Фильштейн (род. 3 декабря 1930, Кишинёв, Бессарабия) — русский поэт, переводчик, редактор. Автор 14 сборников стихов и переводов с молдавского языка, литературный редактор журнала «Природа».

## Биография
Окончил Кишинёвский государственный педагогический институт им. Иона Крянгэ в 1953 году, работал в редакции газеты «Молодёжь Молдавии». Первый поэтический сборник «Вступление» выпустил в 1965 году. Работал на радио, в издательстве «Книга», вместе с Е. И. Осетровым редактировал «Альманах библиофила». Переводил на русский язык современных молдавских поэтов, в том числе Иона Виеру, Анатола Гужела, Иона Ватаману и других.
Член Союза писателей СССР (1971) и Союза писателей Москвы. Проживает в Москве.

## Произведения

### Поэзия
- Вступление. Кишинёв: Картя молдовеняскэ, 1965
- Фреска: Стихи. Кишинёв: Картя молдовеняскэ, 1968
- Преодоление: Книга стихов. Кишинёв, 1972
- На поэтических трассах. Сборник стихов молодых поэтов Молдавии (Борис Мариан, Юрий Греков, Саул Ицкович и другие). Составитель М. Я. Фильштейн. Кишинёв: Картя молдовеняскэ, 1972.
- Возраст. Кишинёв, 1975
- Равновесие. Кишинёв: Литература артистикэ, 1979
- Жребий. Москва, 2005

### Переводы
- Виеру И. Листва. М.: Советский писатель, 1981
- Гужель А. М. Волшебный фонарь. М.: Советский писатель, 1983